# Dead Reckoning (album)
Dead Reckoning is het achtste album van Threshold, uitgebracht in 2007 door Nuclear Blast, hun eerste album voor dit label. Het was ook het eerste album zonder origineel gitarist Nick Midson.

## Track listing
1. "Slipstream" – 4:53
2. "This is Your Life" – 3:41
3. "Elusive" – 6:10
4. "Hollow" – 4:00
5. "Pilot in the Sky of Dreams" – 9:44
6. "Fighting for Breath" – 8:16
7. "Disappear" – 4:17
8. "Safe to Fly" – 5:06
9. "One Degree Down" – 8:33

## Band
- Andrew "Mac" McDermott - Zanger
- Karl Groom - Gitarist
- Steve Anderson - Bassist
- Richard West - Toetsenist
- Johanne James - Drummer